# Gueorgui Opókov
Gueorgui Ipolítovich Opókov (del ruso: Гео́ргий Ипполи́тович Оппо́ков) (Sarátov, Imperio Ruso, 5 de febrero de 1888 – Moscú, Unión Soviética, 30 de diciembre de 1938) fue un político comunista ruso, dirigente del Partido Bolchevique y Comisario del Pueblo de Justicia de la República Socialista Federativa Soviética de Rusia. 
También llamado Lómov. Militante de la facción bolchevique del Partido Obrero Socialdemócrata de Rusia, fue elegido miembro candidato del Comité Central en el VI Congreso (julio-agosto de 1917) y reelegido en el VII Congreso (marzo de 1918), permaneciendo en este órgano hasta marzo de 1919. 
Tras la toma del poder por parte de los bolcheviques y la elección del Consejo de Comisarios del Pueblo el 8 de noviembre de 1917, fue nombrado Comisario del Pueblo de Justicia en el primer gobierno bolchevique. Cesó en este cargo el 29 de noviembre de ese mismo año. Le sucedió Pēteris Stučka. 
En 1918 votó en contra de aceptar los términos del Tratado de Brest-Litovsk, vinculándose a la corriente opositora de los comunistas de izquierda. En marzo de 1918 fue cesado del Sóviet Supremo de Economía Nacional.
En la década de 1920 se posicionó con la Oposición de izquierda liderada por León Trotski frente al ascenso al poder de Iósif Stalin. En 1938 sería una de las víctimas de la Gran Purga del estalinismo.